# Ardooie
Ardooie este o comună neerlandofonă situată în provincia Flandra de Vest, regiunea Flandra din Belgia. La 1 ianuarie 2008 avea o populație totală de 9.086 locuitori. 

## Geografie
Comuna actuală Ardooie a fost formată în urma unei reorganizări teritoriale în anul 1977, prin înglobarea într-o singură entitate a 2 comune învecinate. Suprafața totală a comunei este de 34,58 km². Comuna este subdivizată în secțiuni, ce corespund aproximativ cu fostele comune de dinainte de 1977. Acestea sunt:
| - I. Ardooie - III. Tasse - IV. Sneppe - II. Koolskamp - I. |

Localitățile limitrofe sunt:
| - Comuna Lichtervelde: - a. Lichtervelde - Comuna Wingene: - b. Zwevezele - Comuna Pittem: - c. Egem - d. Pittem - Comuna Meulebeke: - e. Meulebeke - Comuna Izegem: - f. Emelgem - g. Kachtem - Comuna Roeselare: - h. Roeselare - i. Beveren |